# ماتياس كاتالان
ماتياس كاتالان (بالإسبانية: Matías Catalán)‏ هو لاعب كرة قدم أرجنتيني، ولد في 19 أغسطس 1992 في مار دل بلاتا في الأرجنتين. لعب مع أتليتيكو رافائيلا ونادي سان لورينزو.

## وصلات خارجية
- ماتياس كاتالان على موقع قاعدة بيانات كرة القدم.إي يو (الإنجليزية)
- ماتياس كاتالان على موقع ناشيونال فوتبول تيمز (الإنجليزية)
- ماتياس كاتالان على موقع Soccerway.com (الإنجليزية)
- ماتياس كاتالان على موقع AS.com (الإسبانية)